# Ishtar (película)
Ishtar es una película cómica estadounidense de 1987, escrita y dirigida por Elaine May, producida y protagonizada por Warren Beatty, junto a Dustin Hoffman, Isabelle Adjani y Charles Grodin. La historia gira a un dúo de cantautores de música pop sin talento que viajan a Marruecos y a la república de Ishtar para arrancar su carrera, y se ven envueltos en un enfrentamiento entre la CIA y grupos guerrilleros de izquierda.
Antes de su estreno, la producción llamó la atención a los medios de comunicación debido a los altos costos que excedieron su presupuesto, además de rumores de enfrentamientos entre la directora, el productor y el director de fotografía. Durante la posproducción, un cambio en la administración del estudio Columbia Pictures produjo dificultades profesionales y personales que minaron su estreno el 15 de mayo de 1987. La película es considerada una de las peores películas estadounidenses y terminó la carrera en dirección de May. En años recientes, Ishtar ha sido revalorada por críticos y cineastas por igual, al grado de convertirse en una película de culto.

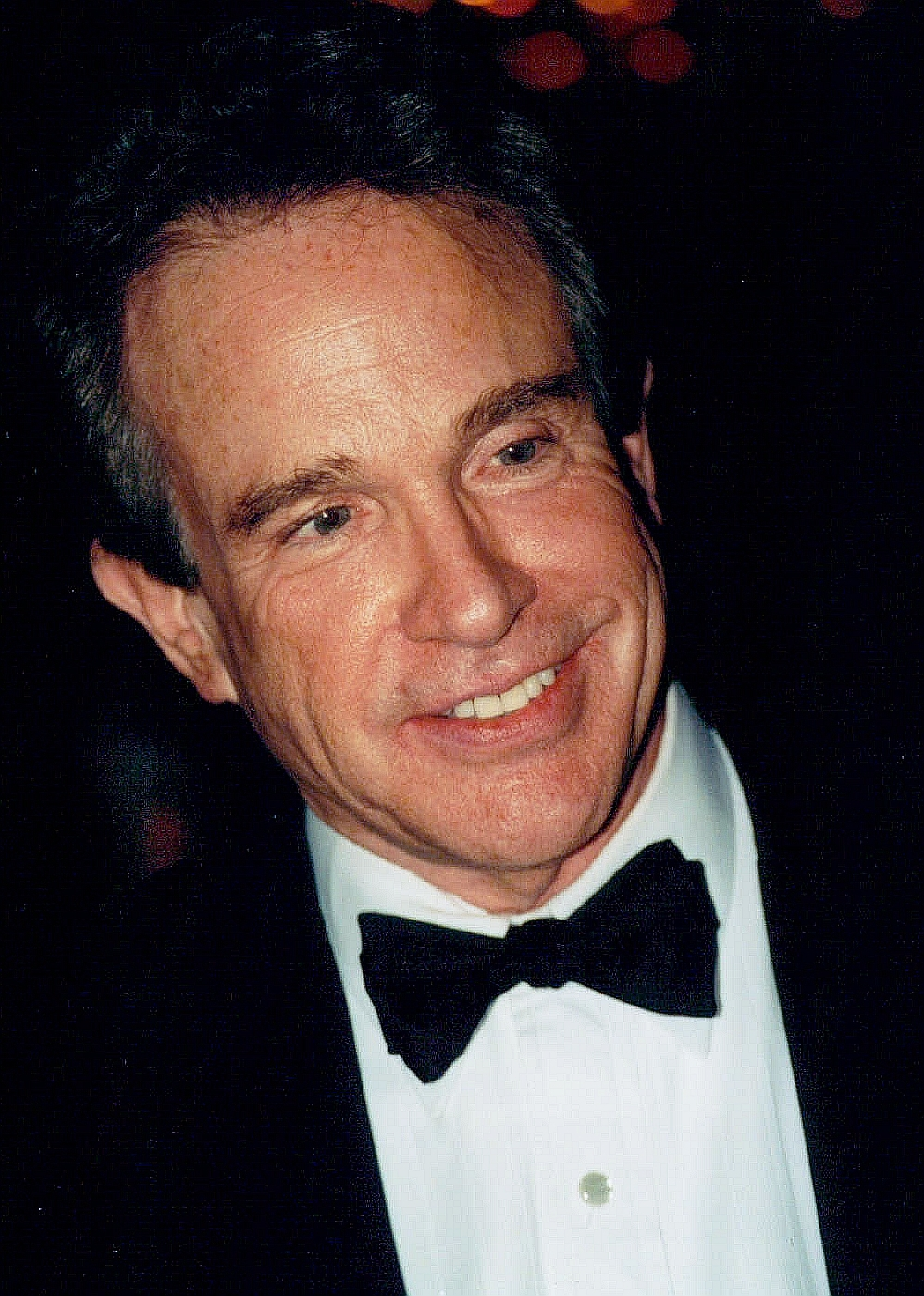
Warren Beatty en 2001.

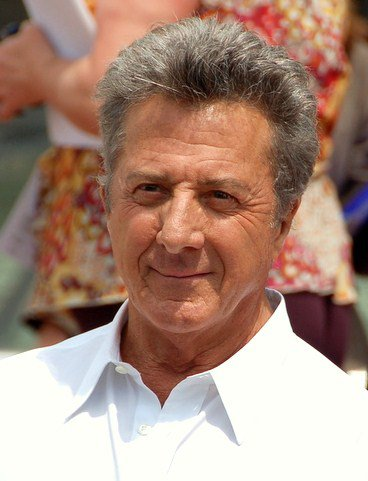
Dustin Hoffman en 2008.

## Argumento
Lyle Rogers y Chuck Clarke son dos cantautores ineptos que sueñan con convertirse en un dúo popular al estilo de Simon y Garfunkel. Contratan al agente Marty Freed para que los represente y cantan en un local de karaoke. Interpretan varias canciones de manera pésima y son mal recibidos por el público y por Freed.
Freed les consigue contratarlos como cantantes de salón en un hotel en Marruecos para entretener a los soldados estadounidenses estacionados allí. Lyle y Chuck van a un bar a reflexionar acerca de si hacer el viaje. Ante la ruina económica, deciden tomar el contrato en Marruecos. Ya en el país africano, sin querer se involucran en un complot para derrocar al emir del ficticio país vecino de Ishtar. Una misteriosa mujer llamada Shirra tiene un mapa que ella necesita hacer llegar a las guerrillas de izquierda que se oponen al gobierno de Ishtar. Un agente de la CIA se involucra cuando Shirra contacta a Chuck y Lyle. 

Tanto Shirra como CIA intentan utilizar a Lyle y Chuck para conseguir sus fines, lo que resulta en que ambos se pierden en el desierto del Sáhara y, sin darse cuenta, exponen la operación secreta de la CIA para mantener el gobierno islámico en Ishtar. Para mantenerlos alejados y tranquilizar la situación, la CIA termina promocionando un álbum grabado por el dúo Rogers y Clark, y les pagan una gira millonaria en Marruecos. 

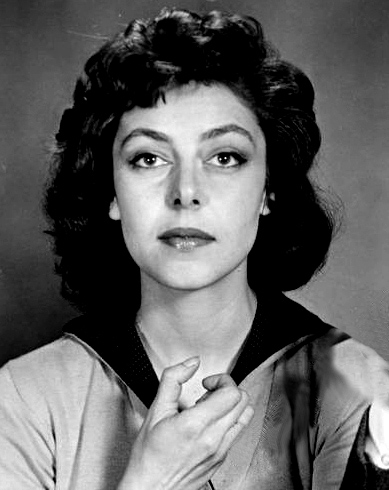
La cineasta estadounidense Elaine May en 1959.

## Reparto
| Actor           | Personaje                                              |
| --------------- | ------------------------------------------------------ |
| Dustin Hoffman  | Chuck Clarke                                           |
| Warren Beatty   | Lyle Rogers                                            |
| Isabelle Adjani | Shirra Assel                                           |
| Charles Grodin  | Agente de la CIA Jim Harrison                          |
| Jack Weston     | Mánager artístico Marty Freed                          |
| Bill Bailey     | Gen. Westlake                                          |
| Carol Kane      | Carol                                                  |
| Fred Melamed    | Aíd de Assari                                          |
| Cristine Rose   | Siri Darma                                             |
| Rose Arrick     | Sra. Clarke                                            |
| Haluk Bilginer  | Líder de la guerrilla                                  |
| Matt Frewer     | Agente de la CIA                                       |
| Julie Garfield  | Dorothy                                                |
| Bob Girolami    | Barman                                                 |
| Fuad Hageb      | Abdul                                                  |
| Tess Harper     | Willa                                                  |
| Aharon Ipalé    | Emir Yousef                                            |
| Abe Kroll       | Sr. Thomópoulos                                        |
| David Margulies | Sr. Clarke                                             |
| Nadim Sawalha   | Dueño de la tienda de alfombras y vendedor de camellos |

## Recepción y legado
La película fue un fracaso en taquilla, recuperando $14,380 millones de dólares de su presupuesto de $55 millones de dólares. Tras su estreno, el crítico Roger Ebert la calificó con media estrella de cuatro, declarando que es una película espantosa y un ejercicio masivo y sin vida en comedia fallida, mientras que Gene Siskel, para Chicago Tribune, declaró que la película fallaba en todos los niveles. Ishtar fue considerada como una de las "peores películas en la historia del cine", y terminó la carrera de May como directora.
En años recientes, la película se ha revalorado: en 2017, Charles Bramesco, de The Guardian, escribió que la película fue víctima de una serie de coincidencias desafortunadas, incluyendo el aumento de tensiones políticas reales en la región y los problemas de salud de May, y sugiere que la película fallaba pero no de la manera en que sugiere su legado. Para el mismo medio, Brogan Morris escribió en 2021 que la película es una pequeña comedia divertida cuyo pecado cardinal fue costar mucho, mientras resalta las interpretaciones de Hoffman y Beatty, quienes interpretaron personajes contrarios a su percepción pública, y la de Grodin, quien caracteriza en su personaje la política exterior arrogante de la era de Ronald Reagan.
En 2020, el crítico Tom Brueggemann, de IndieWire, señaló que el fracaso de May con la película marcó un precedente y reflejó el doble estándar para las directoras de cine, quienes enfrentaban sexismo institucionalizado en la industria durante la década de los 80. A pesar de que directores como Orson Welles, Blake Edwards, Herbert Ross y Francis Ford Coppola enfrentaron también grandes fracasos en sus carreras, pudieron recuperarse y continuar, oportunidad que no se le dio a May. La crítica de cine y escritora Carrie Courogen, quien publicó un libro sobre May y su carrera, calificó la película como una de las mejores comedias de su época, y que la continua mala publicidad, así como la expectativa de ganancias de Beatty y Hoffman en el período en que se empezó a poner atención a las ganancias en taquilla, fue lo que sentó las bases para que fuera mal recibida por críticos y audiencias.